# Ametropia
Il termine ametropia raggruppa le anomalie della rifrazione dell'occhio che influenzano la visione ad ogni distanza di osservazione. Solitamente le ametropie influenzano o riducono la capacità visiva.
In un occhio normale, ad accomodazione rilassata (in condizione cioè di rifrazione statica), i raggi paralleli, provenienti da un oggetto posto all'infinito, convergono sulla retina (in un'area particolare detta fovea) a formare un'immagine, che in questo caso coincide con il fuoco immagine del sistema ottico oculare. Quando questa condizione ottica ideale è rispettata siamo in presenza di emmetropia (dal greco ἔμμετρος, «di giusta misura» e ὤψ, ὠπός, «occhio»). La condizione opposta è detta appunto ametropia (dal greco ἀ- privativa, μέτρον, «misura», e ὤψ, ὠπός, «occhio»).
Specifiche condizioni di ametropia sono ben note storicamente, ad esempio il termine miopia è attribuito a Galeno. I termini Ametropia e Emmetropia sono stati coniati da Franciscus Donders nel suo trattato Sulle anomalie dell'accomodazione e della refrazione degli occhi.

## Tipi di ametropia
Le ametropie possono essere di tre tipi fondamentali:
- ipermetropia (dal greco ὑπέρμετρος, «eccessivo», e -opia, dove la misura in eccesso è riferita alla lunghezza focale), è la condizione in cui il fuoco immagine si trova oltre il piano retinico.
- miopia (dal greco μύω, «chiudersi», e -opia, dall'abitudine dei miopi di contrarre le palpebre per vedere meglio), è la condizione in cui il fuoco immagine si trova davanti al piano retinico.[2]
- astigmatismo (dal greco ἀ- privativa e στίγμα, «punto»), è la condizione in cui non si ha un'uniforme messa a fuoco su tutti gli assi visivi, ma esistono più linee focali diverse.

Da questo elenco è esclusa una condizione oculare affine, la presbiopia (dal greco πρέσβυς, «vecchio», e -opia), che rappresenta, invece, una diminuzione parafisiologica dell'accomodazione legata all'età, che produce perciò un calo diottrico paragonabile all'ipermetropia.

## Cause
Le anomalie di rifrazione oculare sono nella gran parte di origine assiale, però possono essere causate anche da altre condizioni:

### Difetto nella correlazione tra le parti dell'occhio
- Diametro antero-posteriore dell'occhio troppo corto in rapporto alla lunghezza focale del sistema ottico oculare (retina troppo vicina alla cornea): ipermetropia assiale.
- Diametro antero-posteriore dell'occhio troppo lungo in rapporto alla lunghezza focale del sistema ottico oculare (retina troppo lontana dalla cornea): miopia assiale.

### Anomalie delle superfici diottriche
- La superficie anteriore della cornea o le due superfici del cristallino possono essere troppo curve: in questo caso si ha miopia da curvatura; o troppo piatte: si ha ipermetropia; oppure possono essere di diversa curvatura nei vari meridiani o irregolari: e si ha astigmatismo, regolare nel primo caso e irregolare nel secondo.
- Posizione del cristallino: se il cristallino è troppo avanti, verso la cornea, si ha miopia, se è troppo indietro si ha ipermetropia.

### Anomalie nella forma e posizione degli elementi del sistema ottico oculare
- Asimmetria di curvatura della cornea. In questo caso, oltre ad altre aberrazioni di ordine superiore, si ha astigmatismo da incidenza obliqua.
- Obliquità del cristallino. Se il cristallino è disposto in modo obliquo oppure è sublussato, ne risulta un astigmatismo da incidenza obliqua.
- Posizione obliqua della fovea rispetto all'asse ottico oculare. Anche in questo caso, oltre ad altre aberrazioni extrassiali, si ha astigmatismo da incidenza obliqua.

### Anomalie dell'indice di rifrazione
- Se l'indice di rifrazione dell'umor acqueo è troppo basso, o quello del vitreo è troppo alto, si ha ipermetropia da indice. Viceversa se l'indice di rifrazione dell'umor acqueo è troppo alto, o quello del vitreo è troppo basso, si ha miopia da indice.
- Se l'indice di rifrazione di tutto il cristallino è troppo basso si ha ipermetropia da indice. Se l'indice della parte corticale aumenta in relazione a quello del nucleo, come normalmente succede con l'età, il potere diottrico totale del cristallino diminuisce e l'occhio diventa ipermetrope (la riduzione di potere diottrico è tuttavia solitamente ostacolata dal progressivo aumento di spessore del cristallino che normalmente si verifica con l'età). Viceversa, se aumenta l'indice di rifrazione del nucleo, come frequentemente avviene nelle cataratte incipienti, si instaura una miopia da indice. Se l'indice di rifrazione delle varie parti del cristallino varia irregolarmente nelle diverse zone, come avviene nella fase iniziale di molte cataratte, si ha un astigmatismo da indice.

### Assenza di un elemento del sistema ottico oculare
- L'assenza del cristallino è detta afachia (dal greco ἀ- privativa e φακός, «cristallino») che, a parte alcuni casi di occhi molto lunghi, produce un alto grado di ipermetropia.

## Trattamento
Tutte le ametropie possono essere corrette con occhiali, lenti a contatto o interventi di chirurgia refrattiva (interventi "laser"). Ciascuna correzione ha pregi e difetti specifici e la scelta è legata alla singola condizione e alle specifiche necessità del soggetto. Tutte le correzioni si basano su principi ottici e compensano il difetto, non sono trattamenti causali dell'ametropia che la eliminano. Poiché le ametropie variano parzialmente nell'arco vitale, non è possibile una correzione definitiva e assoluta (periodicamente essa va adattata).